# Awtel
Święty Awtel lub święty Aoutel albo święty Autel, znany także jako Mar Awtel, Mar Awtilios (ur. w 250 w Magdal, zm. w 327 Licji) – mnich, żyjący w pierwszych wiekach chrześcijaństwa, czczony na Bliskim Wschodzie. Jego wspomnienie przypada 3 listopada (u Maronitów) i 9 października. Kościół pod jego wezwaniem znajduje się w libańskiej wiosce Kfarsghab.

## Życiorys
Awtel urodził się w połowie III wieku. W młodości nawrócił się na chrześcijaństwo i został ochrzczony. Kiedy jego ojciec próbował zmusić go do małżeństwa, uciekł do miasta Bizancjum i mieszkał tam przez 20 lat. Po śmierci ojca wrócił do domu i został mnichem. Zmarł w 327 roku. Jego wspomnienie liturgiczne obchodzone jest 3 czerwca i 27 sierpnia.